# 川鄂蒲儿根
川鄂蒲儿根（学名：Sinosenecio dryas）是菊科蒲儿根属的植物，是中国的特有植物。分布于中国大陆的湖北、四川等地，生长于海拔1,200米至2,100米的地区，一般生长在山坡岩石处，目前尚未由人工引种栽培。

## 异名
- Senecio dryas Dunn.